# Allt under kontroll
Allt under kontroll (engelska: Pushing Tin) är en amerikansk långfilm från 1999 i regi av Mike Newell, med John Cusack, Billy Bob Thornton, Cate Blanchett och Angelina Jolie i rollerna.

## Rollista
| John Cusack        | – Nick Falzone   |
| Billy Bob Thornton | – Russell Bell   |
| Cate Blanchett     | – Connie Falzone |
| Angelina Jolie     | – Mary Bell      |
| Jake Weber         | – Barry Plotkin  |
| Kurt Fuller        | – Ed Clabes      |
| Vicki Lewis        | – Tina Leary     |
| Matt Ross          | – Ron Hewitt     |
| Jerry Grayson      | – Leo Morton     |
| Michael Willis     | – Pat Feeney     |
| Philip Akin        | – Paul           |
| Mike O'Malley      | – Pete           |
| Neil Crone         | – Tom            |
| Matt Gordon        | – Ken            |
| Joe Pingue         | – Mark           |